# Pedro Solé
Pedro Solé Junoy (Barcelona, 1905. május 7. – Barcelona, 1982. február 25.) spanyol labdarúgócsatár, edző.